# بيتر نيلسون (لاعب كرة قدم)
بيتر نيلسون (بالإنجليزية: Peter Neilson)‏ (1890 بغلاسكو في المملكة المتحدة - ) هو لاعب كرة قدم بريطاني (وحمل سابقاً جنسية المملكة المتحدة لبريطانيا العظمى وأيرلندا) في مركز جناح ‏. لعب مع برمنغهام سيتي ونادي أردريونيانز.